# SK Dolní Bojanovice
SK Dolní Bojanovice (celým názvem: Sportovní klub Dolní Bojanovice) je český fotbalový klub, který sídlí v Dolních Bojanovicích na Hodonínsku v Jihomoravském kraji. Pod tímto názvem byl založen roku 1932. Od sezony 2015/16 hraje Okresní přebor Hodonínska (8. nejvyšší soutěž).
Největším úspěchem klubu je dvousezonní účast v nejvyšší župní soutěži. V sezoně 1997/98 se umístil na 10. místě Středomoravského župního přeboru. Po sezoně klub na vlastní žádost přešel do Jihomoravské župy, v ročníku 1998/99 hrál nejvyšší jihomoravskou soutěž, z níž však sestoupil a dále pokračoval v nižších soutěžích Jihomoravské župy (od 2002/03 Jihomoravského kraje).

## Historické názvy
- 1932 – SK Dolní Bojanovice (Sportovní klub Dolní Bojanovice)
- 1939 – Přerušil činnost
- 1942 – Obnovil činnost jako SK Dolní Bojanovice (Sportovní kroužek Dolní Bojanovice)
- 1945 – SK Dolní Bojanovice (Sportovní klub Dolní Bojanovice)
- 1949 – JTO Sokol Dolní Bojanovice (Jednotná tělovýchovná organisace Sokol Dolní Bojanovice)
- 1953 – DSO Sokol Dolní Bojanovice (Dobrovolná sportovní organisace Sokol Dolní Bojanovice)
- 1957 – TJ Sokol Dolní Bojanovice (Tělovýchovná jednota Sokol Dolní Bojanovice)
- 1965 – TJ Dolní Bojanovice (Tělovýchovná jednota Dolní Bojanovice)
- 1972 – TJ Družstevník Dolní Bojanovice (Tělovýchovná jednota Družstevník Dolní Bojanovice)
- 1995 – FK Dolní Bojanovice (Fotbalový klub Dolní Bojanovice)
- 2016 – SK Dolní Bojanovice (Sportovní klub Dolní Bojanovice)

## Stručná historie kopané v Dolních Bojanovicích

### 1932–1939
Sportovní klub v Dolních Bojanovicích založili roku 1932 majitel autodopravy František Ištvánek a obchodník smíšeným zbožím Josef Peška. Prvními funkcionáři SK byli krom zakladatelů také učitelé Rudolf Mikuš a František Pořízek, majitel mlýna Jan Filipovič, mlýnský stárek Karel Filipovič a dělník Jan Viktorin.
První přátelské utkání bylo sehráno v Mutěnicích, druhé opět s Mutěnicemi na domácím hřišti.
Prvními soky v soutěžních kláních byly kluby SK Mutěnice, DSK Lužice, SK Hovorany, SK Strážnice, SK Moravská Nová Ves, SK Kostice, SK Týnec, SK Rakvice, SK Mikulčice, SK Rohatec, VSK Velké Pavlovice, SK Blučina, SK Hustopeče, SK Židlochovice, SK Tvrdonice, SK Krumvíř, SK Klobouky u Brna či Orel Veselí nad Moravou.
Na konci 30. let 20. století byl hráč – pravé křídlo Dolních Bojanovic, tehdy ještě dorostenec – František Esterka nominován do dorosteneckého reprezentačního mužstva Moravy, které porazilo Čechy 2:1, přičemž tento hráč dal vítěznou branku utkání.
V této době měl klub značné finanční potíže, po pohnutých událostech v Mnichově na podzim roku 1938 a následné německé okupaci Čech, Moravy a Slezska došlo k zastavení sportovní činnosti klubu.

### 1942–1944
Německé okupační úřady vyvíjely nátlak na organizační začlenění kroužku pod „Kuratorium mládeže“, kterému se dostávalo v tehdejším protektorátu značné podpory, ale žadatelé trvali na činnosti v českém sportovním kroužku. Na obnovení činnosti sportovního kroužku se podíleli pozdější členové výboru Jar. Krejčí, P. Komosný, J. Viktorin, P. Herka, J. Veselý, R. Turek, Fr. Kůrečka ml. a ostatní příznivci sportu v Dolních Bojanovicích.
Zajištění chodu kroužku si vyžádalo nemalé oběti, protože v období II. světové války bylo velmi obtížné opatřit nezbytnou sportovní výstroj. Několik párů kopaček zůstalo po zaniklém sportovním klubu, něco bylo zakoupeno z darů dolnobojanovických občanů a příznivců sportu. Přísně přídělový systém hospodaření ztěžoval hráčům i funkcionářům opatřit nezbytné sportovní vybavení, nakonec bylo nutno přistoupit k nákupu sportovních potřeb za potraviny.

### 1945–1948
Obnovené mužstvo bylo sestaveno ze starších (např. František Esterka) i mladších hráčů. Mužstvo si vedlo zdatně a úspěšně se zapojilo do mistrovské soutěže. V ročníku 1947/48 bylo v osmičlenné skupině: Moravská Nová Ves, Šardice, Svatobořice, Krumvíř, Mikulčice, Milotice, Čejč a Dolní Bojanovice. Oddíl tuto soutěž vyhrál a po sehrání kvalifikačního utkání postoupil poprvé v historii do I. B třídy. Po podzimu 1948 bylo rozhodnuto o přechodu na hrací systém jaro–podzim (dle sovětského vzoru), mužstvo získalo v 10 soutěžních zápasech na podzim 1948 celkově 16 bodů při skóre 36:23, čímž si zachovalo příslušnost v krajské soutěži I. třídy, jelikož I. A třída i I. B třída byly od sezony 1949 zrušeny a byla vytvořena pouze krajská I. třída.
V I. třídě byli soupeři „bojanovských“ mužstva Rohatce, Hodonína, Hluku, Vlčnova, Březolup, Uherského Hradiště, Uherského Brodu, Veselí nad Moravou, Bzence, Kyjova, Dolního Němčí, Mařatic či Ostrožské Nové Vsi.

### 1949–1963
V roce 1951 se začal budovat kolektiv, který byl doplňován talentovanými dorostenci. V sezoně 1956 dokázalo mužstvo podruhé v historii vybojovat postup do I. B třídy. Vítězné mužstvo několikrát úspěšně reprezentovalo Hodonínsko proti ostatním okresním celkům. Ve dvojzápase se Sokolem Lanžhot, který v ročníku 1956 sestoupil ze II. ligy, byli horší jen o jednu branku. V úvodním zápase v Hruškách na Břeclavsku vyhráli lanžhotští 4:2, odvetu v Prušánkách vyhráli dolnobojanovičtí 6:5. V I. B třídě mužstvo setrvalo pouze 1 sezonu (1957/58).
Na podzim 1958 mužstvo útočilo na přední místa v Okresním přeboru Hodonínska, na jaře 1959 obsadilo kýžené 1. místo v soutěži a zajistilo si tak historicky 3. postup do I. B třídy.
Roku 1959 byla založena kronika sportovního klubu, kterou vedl J. Makudera. Zaznamenával průběh každého utkání včetně sestav jednotlivých mužstev. Kapitánskou knihu vedl od roku 1962 L. Kříž.
Na jaře 1960 mužstvo doplatilo na reorganizaci soutěží a sestoupilo z I. B třídy, přestože se umístilo na 7. místě z 12 účastníků.

### 1963–1993
Vítězstvím v Okresním přeboru Hodonínska v sezoně 1962/63 se klub počtvrté ve své historii probojoval do I. B třídy. V krajských soutěžích pak působil nepřetržitě 40 let až do sezony 2002/03, kdy sestoupil zpět do OP Hodonínska. Největším úspěchem tohoto období je účast ve druhé nejvyšší jihomoravské soutěži v sezonách 1969/70 – 1974/75, 1983/84 – 1985/86, po reorganizaci po sezoně 1990/91 pak ve druhé nejvyšší středomoravské soutěži v ročníku 1991/92.
V ročníku 1981/82 byla po tříleté přestávce obnovena činnost „B“ mužstva. Za připomínku stojí L. Kříž, který si ve svých 45 letech udržoval kondici v „B“ mužstvu. Tento hráč nastoupil v tomto ročníku na místě stopera i v několika zápasech „A“ mužstva.
Dolní Bojanovice navštívil i Josef Masopust, mj. držitel Zlatého míče za rok 1962, československý Fotbalista roku 1966 a český Fotbalista století. Byl také autorem vedoucího gólu Československa ve finálovém utkání s Brazílií na MS 1962 v Chile, jako trenér dovedl v sezoně 1977/78 k mistrovskému titulu Zbrojovku Brno a trénoval i reprezentační mužstvo Československa.
Koncem 80. a začátkem 90. let 20. století byly navázány sportovní kontakty s mužstvy I. ligy: Zbrojovkou Brno, Sigmou Olomouc či Interem Bratislava, s nimiž fotbalisté Dolních Bojanovic odehráli i přátelská utkání.

### 1993–2003
V roce 1995 byl pořádán seniorský fotbalový turnaj za účasti hráčů Slavie Praha, pracovníků TV Nova a domácího mužstva. Legendární Josef Bican provedl čestný výkop a sešel se se zakládajícími členy kopané v Dolních Bojanovicích (dr. František Esterka, Izidor Svora, Jaroslav Račický, Petr Komosný a další). Tuto akci navštívilo 500 diváků.
V těchto letech přišly největší úspěchy dolnobojanovické kopané. Ročník 1995/96 byl ve znamení souboje Dolních Bojanovic s Baníkem Šardice o vítězství v „C“ skupině I. B třídy. Rozhodnutí padlo ve vzájemném utkání 3 kola před koncem jarní části soutěže, kdy dolnobojanovičtí zvítězili na domácím hřišti 5:1 a po 4 letech se vrátili do I. A třídy (I. A třídy Středomoravské župy – sk. B). Tomuto slavnému utkání přihlíželo 1 200 diváků, což je dosud největší návštěva v mistrovské soutěži na hřišti v Dolních Bojanovicích.
V sezoně 1995/96 se klubu podařilo zvítězit ve Středomoravském župním poháru, když ve finálovém utkání porazil o dvě soutěže výše hrající Slováckou Viktorii Bojkovice 5:1. V sezoně 1996/97 se tak poprvé účastnil celostátní pohárové soutěže. V předkole nastoupil v Dolních Bojanovicích divizní VTJ Sigma Hodonín a prohrál 3:1, v 1. kole už mužstvo nestačilo na druholigovou Poštornou, jíž doma podlehlo 0:6.
Přestože byl klub v ročníku 1996/97 nováčkem I. A třídy, svou skupinu „B“ dokázal ihned vyhrát a poprvé v historii postoupil do nejvyšší župní (krajské) soutěže. V ročníku 1997/98 se umístil na 10. místě Středomoravského župního přeboru. Po sezoně klub požádal o přeřazení do soutěží Jihomoravské župy, v čemž mu bylo vyhověno. V sezoně 1998/99 startoval v nejvyšší jihomoravské soutěži, z níž však ihned sestoupil. Během čtyř sezon došlo k výkonnostnímu propadu o 3 úrovně, na konci sezony 2002/03 klub po 40 letech opustil krajské soutěže.

### 2003–dosud
Od sezony 2003/04 klub nastupuje v soutěžích řízených Okresním fotbalovým svazem (OFS) Hodonín. V sezoně 2005/06 hrál dokonce nejnižší soutěž. Od sezony 2015/16 nastupuje v nejvyšší okresní soutěži Hodonínska (8. nejvyšší soutěž).

## Zázemí klubu
První přátelské zápasy se odehrávaly na travnatém hřišti „Řešice“ na terénu, který vyžadoval neustálou údržbu. Klubovna byla umístěna ve skladišti obchodníka J. Pešky, ve dvoře hostince Antonína Frolíka.
Velkým problémem byla úprava místy značně podmáčeného hřiště, z tohoto důvodu byla provedena jeho meliorace. Provozování sportovní činnosti po II. světové válce si vyžadovalo stále větší nároky. Na hřišti nebyla ani šatna, hráči byli nuceni využívat blízké stodoly, případně domy některých občanů v blízkosti hřiště. V roce 1948 byly vybudovány 2 dřevěné kabiny, které sloužily jako šatny, sklad výstroje a místo pro rozhodčího. Mytí hráčů po zápase se odbývalo v blízkém rybníku, u něhož byl pramen čisté vody.
V 90. letech bylo vybudováno nové travnaté hřiště, tenisový kurt s živičným povrchem v těsné blízkosti hlavního fotbalového hřiště, ubytovací zařízení, hospodářské budovy a antukové kurty ve sportovním areálu Řešice. Oddíly házené a stolního tenisu využívají sportovní zařízení v areálu ZŠ Dolní Bojanovice.

## Umístění v jednotlivých sezonách
Stručný přehled
Zdroj: 
- 1936–1937: II. třída BZMŽF – okrsek slovácký
- 1945–1946: III. třída BZMŽF – okrsek VII A
- 1948: I. B třída Brněnského kraje
- 1955: I. B třída Gottwaldovského kraje – sk. jih
- 1956: Okresní přebor Hodonínska
- 1957–1958: I. B třída Gottwaldovského kraje – sk. jih
- 1958–1959: Okresní přebor Hodonínska
- 1959–1960: I. B třída Gottwaldovského kraje – sk. jih
- 1960–1963: Okresní přebor Hodonínska
- 1963–1965: I. B třída Jihomoravského kraje – sk. B
- 1965–1969: I. B třída Jihomoravské oblasti – sk. B
- 1969–1972: I. A třída Jihomoravské župy – sk. B
- 1972–1975: I. A třída Jihomoravského kraje – sk. B
- 1975–1981: I. B třída Jihomoravského kraje – sk. B
- 1981–1983: I. B třída Jihomoravského kraje – sk. C
- 1983–1986: Jihomoravská krajská soutěž I. třídy – sk. B
- 1986–1991: I. B třída Jihomoravského kraje – sk. C
- 1991–1992: I. A třída Středomoravské župy – sk. B
- 1992–1996: I. B třída Středomoravské župy – sk. C
- 1996–1997: I. A třída Středomoravské župy – sk. B
- 1997–1998: Středomoravský župní přebor
- 1998–1999: Jihomoravský župní přebor
- 1999–2001: I. A třída Jihomoravské župy – sk. B
- 2001–2002: I. B třída Jihomoravské župy – sk. D
- 2002–2003: I. B třída Jihomoravského kraje – sk. C
- 2003–2004: Okresní přebor Hodonínska
- 2004–2005: Okresní soutěž Hodonínska
- 2005–2006: Základní třída Hodonínska – sk. A
- 2006–2015: Okresní soutěž Hodonínska – sk. A
- 2015– : Okresní přebor Hodonínska

Jednotlivé ročníky
Zdroj: 
Legenda: Z – zápasy, V – výhry, R – remízy, P – porážky, VG – vstřelené góly, OG – obdržené góly, +/− – rozdíl skóre, B – body, červené podbarvení – sestup, zelené podbarvení – postup, fialové podbarvení – reorganizace, změna skupiny či soutěže
| Československo (1936 – 1939)             |                                                             |                                                             |                                                             |                                                             |                                                             |                                                             |                                                             |                                                             |                                                             |                                                             |                                                             |
| Sezóny                                   | Liga                                                        | Úroveň                                                      | Z                                                           | V                                                           | R                                                           | P                                                           | VG                                                          | OG                                                          | +/−                                                         | B                                                           | Pozice                                                      |
| 1936/37                                  | II. třída BZMŽF – okrsek slovácký                           | 5                                                           | 16                                                          | 7                                                           | 1                                                           | 8                                                           | 44                                                          | 47                                                          | −3                                                          | 15                                                          | 6.                                                          |
| ...                                      |                                                             |                                                             |                                                             |                                                             |                                                             |                                                             |                                                             |                                                             |                                                             |                                                             |                                                             |
| Protektorát Čechy a Morava (1939 – 1945) |                                                             |                                                             |                                                             |                                                             |                                                             |                                                             |                                                             |                                                             |                                                             |                                                             |                                                             |
| Sezóny                                   | Liga                                                        | Úroveň                                                      | Z                                                           | V                                                           | R                                                           | P                                                           | VG                                                          | OG                                                          | +/−                                                         | B                                                           | Pozice                                                      |
| ...                                      |                                                             |                                                             |                                                             |                                                             |                                                             |                                                             |                                                             |                                                             |                                                             |                                                             |                                                             |
| 1944/45                                  | Končila druhá světová válka, pravidelné soutěže se nehrály. | Končila druhá světová válka, pravidelné soutěže se nehrály. | Končila druhá světová válka, pravidelné soutěže se nehrály. | Končila druhá světová válka, pravidelné soutěže se nehrály. | Končila druhá světová válka, pravidelné soutěže se nehrály. | Končila druhá světová válka, pravidelné soutěže se nehrály. | Končila druhá světová válka, pravidelné soutěže se nehrály. | Končila druhá světová válka, pravidelné soutěže se nehrály. | Končila druhá světová válka, pravidelné soutěže se nehrály. | Končila druhá světová válka, pravidelné soutěže se nehrály. | Končila druhá světová válka, pravidelné soutěže se nehrály. |
| Československo (1945 – 1993)             |                                                             |                                                             |                                                             |                                                             |                                                             |                                                             |                                                             |                                                             |                                                             |                                                             |                                                             |
| Sezóny                                   | Liga                                                        | Úroveň                                                      | Z                                                           | V                                                           | R                                                           | P                                                           | VG                                                          | OG                                                          | +/−                                                         | B                                                           | Pozice                                                      |
| 1945/46                                  | III. třída BZMŽF – okresek VII A                            | 6                                                           | 16                                                          | 7                                                           | 3                                                           | 6                                                           | 38                                                          | 35                                                          | +3                                                          | 17                                                          | 4.                                                          |
| ...                                      |                                                             |                                                             |                                                             |                                                             |                                                             |                                                             |                                                             |                                                             |                                                             |                                                             |                                                             |
| 1948                                     | I. B třída ZMŽF – okresek IV                                | 4                                                           | 10                                                          | 6                                                           | 2                                                           | 2                                                           | 36                                                          | 23                                                          | +13                                                         | 14                                                          | 2.                                                          |
| ...                                      |                                                             |                                                             |                                                             |                                                             |                                                             |                                                             |                                                             |                                                             |                                                             |                                                             |                                                             |
| 1955                                     | I. B třída Gottwaldovského kraje – sk. jih                  | 5                                                           | 22                                                          | 9                                                           | 3                                                           | 10                                                          | 48                                                          | 66                                                          | −18                                                         | 21                                                          | 8.                                                          |
| 1956                                     | Okresní přebor Hodonínska                                   | 6                                                           | 22                                                          | ...                                                         | ...                                                         | ...                                                         | ...                                                         | ...                                                         | ...                                                         |                                                             | 1.                                                          |
| 1957/58                                  | I. B třída Gottwaldovského kraje – sk. jih                  | 5                                                           | 33                                                          | ...                                                         | ...                                                         | ...                                                         | ...                                                         | ...                                                         | ...                                                         |                                                             |                                                             |
| 1958/59                                  | Okresní přebor Hodonínska                                   | 6                                                           | 22                                                          | ...                                                         | ...                                                         | ...                                                         | ...                                                         | ...                                                         | ...                                                         |                                                             | 1.                                                          |
| 1959/60                                  | I. B třída Gottwaldovského kraje – sk. jih                  | 5                                                           | 22                                                          | 9                                                           | 3                                                           | 10                                                          | 55                                                          | 41                                                          | +14                                                         | 21                                                          | 7.                                                          |
| 1960/61                                  | Okresní přebor Hodonínska                                   | 5                                                           | 22                                                          | ...                                                         | ...                                                         | ...                                                         | 62                                                          | 41                                                          | +21                                                         | 28                                                          | 3.                                                          |
| 1961/62                                  | Okresní přebor Hodonínska                                   | 5                                                           | 22                                                          | ...                                                         | ...                                                         | ...                                                         | ...                                                         | ...                                                         | ...                                                         |                                                             |                                                             |
| 1962/63                                  | Okresní přebor Hodonínska                                   | 5                                                           | 22                                                          | ...                                                         | ...                                                         | ...                                                         | 76                                                          | 27                                                          | +49                                                         | 35                                                          | 1.                                                          |
| 1963/64                                  | I. B třída Jihomoravského kraje – sk. B                     | 5                                                           | 22                                                          | 12                                                          | 4                                                           | 6                                                           | 59                                                          | 35                                                          | +24                                                         | 28                                                          | 2.                                                          |
| 1964/65                                  | I. B třída Jihomoravského kraje – sk. B                     | 5                                                           | 22                                                          | 13                                                          | 4                                                           | 5                                                           | 45                                                          | 27                                                          | +18                                                         | 30                                                          | 3.                                                          |
| 1965/66                                  | I. B třída Jihomoravské oblasti – sk. B                     | 6                                                           | 22                                                          | 10                                                          | 5                                                           | 7                                                           | 54                                                          | 30                                                          | +24                                                         | 25                                                          | 3.                                                          |
| 1966/67                                  | I. B třída Jihomoravské oblasti – sk. B                     | 6                                                           | 22                                                          | 11                                                          | 3                                                           | 8                                                           | 47                                                          | 37                                                          | +10                                                         | 25                                                          | 3.                                                          |
| 1967/68                                  | I. B třída Jihomoravské oblasti – sk. B                     | 6                                                           | 26                                                          | 12                                                          | 6                                                           | 8                                                           | 55                                                          | 43                                                          | +12                                                         | 30                                                          | 6.                                                          |
| 1968/69                                  | I. B třída Jihomoravské oblasti – sk. B                     | 6                                                           | 26                                                          | 14                                                          | 4                                                           | 8                                                           | 53                                                          | 34                                                          | +19                                                         | 32                                                          | 4.                                                          |
| 1969/70                                  | I. A třída Jihomoravské župy – sk. B                        | 6                                                           | 26                                                          | ...                                                         | ...                                                         | ...                                                         | ...                                                         | ...                                                         | ...                                                         |                                                             | 4.                                                          |
| 1970/71                                  | I. A třída Jihomoravské župy – sk. B                        | 6                                                           | 26                                                          | ...                                                         | ...                                                         | ...                                                         | ...                                                         | ...                                                         | ...                                                         |                                                             | 7.                                                          |
| 1971/72                                  | I. A třída Jihomoravské župy – sk. B                        | 6                                                           | 26                                                          | ...                                                         | ...                                                         | ...                                                         | ...                                                         | ...                                                         | ...                                                         |                                                             | 10.                                                         |
| 1972/73                                  | I. A třída Jihomoravského kraje – sk. B                     | 6                                                           | 26                                                          | ...                                                         | ...                                                         | ...                                                         | ...                                                         | ...                                                         | ...                                                         |                                                             | 6.                                                          |
| 1973/74                                  | I. A třída Jihomoravského kraje – sk. B                     | 6                                                           | 26                                                          | ...                                                         | ...                                                         | ...                                                         | ...                                                         | ...                                                         | ...                                                         |                                                             | 9.                                                          |
| 1974/75                                  | I. A třída Jihomoravského kraje – sk. B                     | 6                                                           | 26                                                          | ...                                                         | ...                                                         | ...                                                         | ...                                                         | ...                                                         | ...                                                         |                                                             | 13.                                                         |
| 1975/76                                  | I. B třída Jihomoravského kraje – sk. B                     | 7                                                           | 26                                                          | ...                                                         | ...                                                         | ...                                                         | ...                                                         | ...                                                         | ...                                                         | 26                                                          | 8.                                                          |
| 1976/77                                  | I. B třída Jihomoravského kraje – sk. B                     | 7                                                           | 26                                                          | ...                                                         | ...                                                         | ...                                                         | ...                                                         | ...                                                         | ...                                                         |                                                             |                                                             |
| 1977/78                                  | I. B třída Jihomoravského kraje – sk. B                     | 6                                                           | 26                                                          | ...                                                         | ...                                                         | ...                                                         | ...                                                         | ...                                                         | ...                                                         |                                                             |                                                             |
| 1978/79                                  | I. B třída Jihomoravského kraje – sk. B                     | 6                                                           | 26                                                          | 11                                                          | 8                                                           | 7                                                           | 46                                                          | 46                                                          | 0                                                           | 30                                                          | 4.                                                          |
| 1979/80                                  | I. B třída Jihomoravského kraje – sk. C                     | 6                                                           | 30                                                          | ...                                                         | ...                                                         | ...                                                         | ...                                                         | ...                                                         | ...                                                         |                                                             | 11.                                                         |
| 1980/81                                  | I. B třída Jihomoravského kraje – sk. C                     | 6                                                           | 30                                                          | ...                                                         | ...                                                         | ...                                                         | ...                                                         | ...                                                         | ...                                                         |                                                             | 6.                                                          |
| 1981/82                                  | I. B třída Jihomoravského kraje – sk. C                     | 7                                                           | 30                                                          | ...                                                         | ...                                                         | ...                                                         | ...                                                         | ...                                                         | ...                                                         |                                                             | 12.                                                         |
| 1982/83                                  | I. B třída Jihomoravského kraje – sk. B                     | 7                                                           | 30                                                          | ...                                                         | ...                                                         | ...                                                         | ...                                                         | ...                                                         | ...                                                         |                                                             |                                                             |
| 1983/84                                  | Jihomoravská krajská soutěž I. třídy – sk. B                | 6                                                           | 26                                                          | ...                                                         | ...                                                         | ...                                                         | ...                                                         | ...                                                         | ...                                                         |                                                             | 8.                                                          |
| 1984/85                                  | Jihomoravská krajská soutěž I. třídy – sk. B                | 6                                                           | 26                                                          | 11                                                          | 10                                                          | 5                                                           | 59                                                          | 41                                                          | +18                                                         | 32                                                          | 2.                                                          |
| 1985/86                                  | Jihomoravská krajská soutěž I. třídy – sk. D                | 6                                                           | 26                                                          | 13                                                          | 5                                                           | 8                                                           | 47                                                          | 34                                                          | +13                                                         | 31                                                          | 3.                                                          |
| 1986/87                                  | I. B třída Jihomoravského kraje – sk. C                     | 7                                                           | 26                                                          | ...                                                         | ...                                                         | ...                                                         | ...                                                         | ...                                                         | ...                                                         |                                                             |                                                             |
| 1987/88                                  | I. B třída Jihomoravského kraje – sk. C                     | 7                                                           | 26                                                          | ...                                                         | ...                                                         | ...                                                         | ...                                                         | ...                                                         | ...                                                         |                                                             |                                                             |
| 1988/89                                  | I. B třída Jihomoravského kraje – sk. C                     | 7                                                           | 26                                                          | 9                                                           | 7                                                           | 10                                                          | 30                                                          | 40                                                          | −10                                                         | 25                                                          | 10.                                                         |
| 1989/90                                  | I. B třída Jihomoravského kraje – sk. C                     | 7                                                           | 26                                                          | ...                                                         | ...                                                         | ...                                                         | ...                                                         | ...                                                         | ...                                                         |                                                             |                                                             |
| 1990/91                                  | I. B třída Jihomoravského kraje – sk. C                     | 7                                                           | 26                                                          | ...                                                         | ...                                                         | ...                                                         | ...                                                         | ...                                                         | ...                                                         |                                                             | 11.                                                         |
| 1991/92                                  | I. A třída Středomoravské župy – sk. B                      | 6                                                           | 26                                                          | 7                                                           | 6                                                           | 13                                                          | 31                                                          | 46                                                          | −15                                                         | 20                                                          | 14.                                                         |
| 1992/93                                  | I. B třída Středomoravské župy – sk. C                      | 7                                                           | 26                                                          | 11                                                          | 2                                                           | 13                                                          | 61                                                          | 71                                                          | −10                                                         | 24                                                          | 9.                                                          |
| Česko (1993 – )                          |                                                             |                                                             |                                                             |                                                             |                                                             |                                                             |                                                             |                                                             |                                                             |                                                             |                                                             |
| Sezóna                                   | Liga                                                        | Úroveň                                                      | Z                                                           | V                                                           | R                                                           | P                                                           | VG                                                          | OG                                                          | +/−                                                         | B                                                           | Pozice                                                      |
| 1993/94                                  | I. B třída Středomoravské župy – sk. C                      | 7                                                           | 26                                                          | 5                                                           | 9                                                           | 12                                                          | 36                                                          | 49                                                          | −13                                                         | 19                                                          | 13.                                                         |
| 1994/95                                  | I. B třída Středomoravské župy – sk. C                      | 7                                                           | 26                                                          | 15                                                          | 6                                                           | 5                                                           | 62                                                          | 22                                                          | +40                                                         | 51                                                          | 3.                                                          |
| 1995/96                                  | I. B třída Středomoravské župy – sk. C                      | 7                                                           | 26                                                          | 21                                                          | 3                                                           | 2                                                           | 71                                                          | 19                                                          | +52                                                         | 66                                                          | 1.                                                          |
| 1996/97                                  | I. A třída Středomoravské župy – sk. B                      | 6                                                           | 24                                                          | 18                                                          | 2                                                           | 4                                                           | 79                                                          | 22                                                          | +57                                                         | 56                                                          | 1.                                                          |
| 1997/98                                  | Středomoravský župní přebor                                 | 5                                                           | 30                                                          | 11                                                          | 4                                                           | 15                                                          | 44                                                          | 61                                                          | −17                                                         | 37                                                          | 10.                                                         |
| 1998/99                                  | Jihomoravský župní přebor                                   | 5                                                           | 30                                                          | 9                                                           | 4                                                           | 17                                                          | 38                                                          | 69                                                          | −31                                                         | 31                                                          | 15.                                                         |
| 1999/00                                  | I. A třída Jihomoravské župy – sk. B                        | 6                                                           | 26                                                          | ...                                                         | ...                                                         | ...                                                         | ...                                                         | ...                                                         | ...                                                         |                                                             |                                                             |
| 2000/01                                  | I. A třída Jihomoravské župy – sk. B                        | 6                                                           | 26                                                          | 6                                                           | 3                                                           | 17                                                          | 29                                                          | 66                                                          | −37                                                         | 21                                                          | 13.                                                         |
| 2001/02                                  | I. B třída Jihomoravské župy – sk. D                        | 7                                                           | 26                                                          | 10                                                          | 6                                                           | 10                                                          | 40                                                          | 46                                                          | −6                                                          | 36                                                          | 6.                                                          |
| 2002/03                                  | I. B třída Jihomoravského kraje – sk. C                     | 7                                                           | 26                                                          | 4                                                           | 2                                                           | 20                                                          | 17                                                          | 67                                                          | −50                                                         | 14                                                          | 14.                                                         |
| 2003/04                                  | Okresní přebor Hodonínska                                   | 8                                                           | 26                                                          | ...                                                         | ...                                                         | ...                                                         | ...                                                         | ...                                                         | ...                                                         |                                                             |                                                             |
| 2004/05                                  | Okresní soutěž Hodonínska                                   | 9                                                           | 26                                                          | 6                                                           | 3                                                           | 17                                                          | 41                                                          | 63                                                          | −22                                                         | 21                                                          | 13.                                                         |
| 2005/06                                  | Základní třída Hodonínska – sk. A                           | 10                                                          | 24                                                          | 13                                                          | 3                                                           | 8                                                           | 56                                                          | 45                                                          | +11                                                         | 42                                                          | 5.                                                          |
| 2006/07                                  | Okresní soutěž Hodonínska – sk. A                           | 9                                                           | 26                                                          | 10                                                          | 5                                                           | 11                                                          | 39                                                          | 40                                                          | −1                                                          | 35                                                          | 8.                                                          |
| 2007/08                                  | Okresní soutěž Hodonínska – sk. A                           | 9                                                           | 26                                                          | 8                                                           | 5                                                           | 13                                                          | 41                                                          | 45                                                          | −4                                                          | 29                                                          | 10.                                                         |
| 2008/09                                  | Okresní soutěž Hodonínska – sk. A                           | 9                                                           | 26                                                          | 12                                                          | 3                                                           | 11                                                          | 45                                                          | 37                                                          | +8                                                          | 39                                                          | 5.                                                          |
| 2009/10                                  | Okresní soutěž Hodonínska – sk. A                           | 9                                                           | 26                                                          | 19                                                          | 3                                                           | 4                                                           | 70                                                          | 32                                                          | +38                                                         | 60                                                          | 2.                                                          |
| 2010/11                                  | Okresní soutěž Hodonínska – sk. A                           | 9                                                           | 26                                                          | 12                                                          | 7                                                           | 7                                                           | 56                                                          | 42                                                          | +14                                                         | 43                                                          | 5.                                                          |
| 2011/12                                  | Okresní soutěž Hodonínska – sk. A                           | 9                                                           | 25                                                          | 12                                                          | 4                                                           | 9                                                           | 57                                                          | 49                                                          | +8                                                          | 40                                                          | 6.                                                          |
| 2012/13                                  | Okresní soutěž Hodonínska – sk. A                           | 9                                                           | 26                                                          | 11                                                          | 5                                                           | 10                                                          | 42                                                          | 41                                                          | +1                                                          | 38                                                          | 5.                                                          |
| 2013/14                                  | Okresní soutěž Hodonínska – sk. A                           | 9                                                           | 26                                                          | 18                                                          | 4                                                           | 4                                                           | 67                                                          | 22                                                          | +45                                                         | 58                                                          | 2.                                                          |
| 2014/15                                  | Okresní soutěž Hodonínska – sk. A                           | 9                                                           | 24                                                          | 20                                                          | 3                                                           | 1                                                           | 86                                                          | 20                                                          | +66                                                         | 63                                                          | 1.                                                          |
| 2015/16                                  | Okresní přebor Hodonínska                                   | 8                                                           | 26                                                          | 9                                                           | 7                                                           | 10                                                          | 49                                                          | 53                                                          | −4                                                          | 34                                                          | 8.                                                          |
| 2016/17                                  | Okresní přebor Hodonínska                                   | 8                                                           | 26                                                          | 13                                                          | 4                                                           | 9                                                           | 49                                                          | 37                                                          | +12                                                         | 43                                                          | 4.                                                          |
| 2017/18                                  | Okresní přebor Hodonínska                                   | 8                                                           | 26                                                          | 11                                                          | 3                                                           | 12                                                          | 56                                                          | 49                                                          | +7                                                          | 36                                                          | 9.                                                          |
| 2018/19                                  | Okresní přebor Hodonínska                                   | 8                                                           | 26                                                          | 14                                                          | 8                                                           | 4                                                           | 50                                                          | 16                                                          | +34                                                         | 50                                                          | 3.                                                          |
| 2019/20                                  | Okresní přebor Hodonínska                                   | 8                                                           |                                                             |                                                             |                                                             |                                                             |                                                             |                                                             |                                                             |                                                             |                                                             |
| 2021/22                                  | Okresní přebor Hodonínska                                   |                                                             |                                                             |                                                             |                                                             |                                                             |                                                             |                                                             |                                                             |                                                             |                                                             |
| 2022/23                                  |                                                             |                                                             |                                                             |                                                             |                                                             |                                                             |                                                             |                                                             |                                                             |                                                             |                                                             |
| 2023/24                                  |                                                             |                                                             |                                                             |                                                             |                                                             |                                                             |                                                             |                                                             |                                                             |                                                             |                                                             |
| 2024/25                                  |                                                             |                                                             |                                                             |                                                             |                                                             |                                                             |                                                             |                                                             |                                                             |                                                             |                                                             |

Poznámky:
- 1957/58: Tento ročník byl hrán tříkolově (jaro 1957, podzim 1957 a jaro 1958) z důvodu přechodu zpět na hrací systém podzim–jaro od sezony 1958/59. V letech 1949 – 1956 se hrálo systémem jaro–podzim, tyto ročníky tak byly odehrány v rámci jednoho kalendářního roku.[1]
- 1963/64: Kronika uvádí skóre 69:39.[1]
- 1997/98: Po sezoně byl klub na vlastní žádost přeřazen do soutěží Jihomoravské župy.[1]
- 2011/12: Chybí výsledek zápasu TJ Moravia Násedlovice – FK Dolní Bojanovice.[18]